# Ralph Metcalfe
Ralph Metcalfe (30. května 1910 Atlanta – 10. října 1978 Chicago) byl americký vrcholový atlet, sprinter.
Absolvoval University od Southern California, byl prvním Afroameričanem, který dosáhl světových úspěchů v atletice. V letech 1932 až 1934 byl uznáván jako nejrychlejší muž na světě. Celkem desetkrát vyrovnal světový rekord na 100 metrů časem 10,3, vytvořil rovněž světový rekord na 200 metrů časem 21,0 (v roce 1933).
Na olympijských hrách v roce 1932 získal stříbrnou medaili v běhu na 100 metrů a bronzovou medaili na 200 metrů. O čtyři roky později v Berlíně byl členem vítězné štafety USA na 4 × 100 metrů, ve finále běhu na 100 metrů skončil druhý.
Po druhé světové válce se věnoval politice, nejdříve v městské radě v Chicagu, od roku 1971 až do své smrti byl členem Sněmovny reprezentantů jako člen Demokratické strany.